# آلفين آدامز
آلفين آدامز (بالإنجليزية: Alvin Adams)‏ هو شخصية أعمال أمريكي، ولد في 16 يونيو 1804 في أندوفر في الولايات المتحدة، وتوفي في 2 سبتمبر 1877 في وترتاون في الولايات المتحدة.